# Antoine-Nicolas Dandasne-Danseville
Jean Antoine Nicolas Dandasne dit Danseville, seigneur de L'Étendard (ou de L'Étandar ; baptisé le 8 avril 1734 à Saint-Jacques-de-Dieppe en Normandie et mort le 17 février 1816 à Paris) est un militaire et administrateur colonial français du XVIIIe siècle. Il est commandant de Saint-Pierre-et-Miquelon. On trouve son nom orthographié Dandane et Dansdasne-Danseville

## Biographie

### Origines et jeunesse
Jean Antoine Nicolas Dandasne-Danseville nait dans une famille d'échevins, il est le fils de Nicolas Dandasne de Saint-Martin et de ???.
Le 9 mai 1758, il épouse Marie-Anne Dupéré (veuve de Pierre Claverie), à Sainte-Foy. Son épouse, fille de Jean-Baptiste Dupéré, marchand de Québec, apporte avec elle une fortune considérable. Elle possède alors, en plus des biens paternels et des deux seigneuries, 164 657 livres « tant en lettres d’échange du trézor billets d’ordonnance argent monnoyé que billet ».
Le 20 juillet 1763, Dandane-Danseville vend le fief et seigneurie de Rivière-du-Loup, à James Murray, brigadier écossais, colonel et gouverneur de Québec. Il rentre en France, en compagnie de son épouse et de la fille de cette dernière: Julie Claverie dit Saint-Surin.

## Carrière militaire et vie
Il entre le 9 juin 1756 à l'école militaire de la Fère en qualité de sous-lieutenant d'artillerie et du génie. Envoyé au Canada le 2 février de l'année suivante, il sert avec distinction durant les campagnes de 1757-1758-1759-1760. 
En 1759, il sauve, au Fort Jacques Cartier, la majeure partie du stock de poudre de l'armée française, ce qui lui vaut la Croix de Chevalier de l'ordre royal et militaire de Saint-Louis.
À la suite du traité de Paris, il doit liquider les biens considérables que lui avait amené sa femme et revenir en France.
Il s’établit en Bourgogne où il achète le 15 décembre 1764 les petites seigneuries de Bussy et Livron près de Dezize-lès-Maranges. En 1776 à Dezize naît du couple une fille, Geneviève Marie Dandasne-danseville, qui épousera en 1809 à Dezize Jean Marie Compin (1786-1810), Marie-Anne Dupéré consentant au mariage vu l'absence du père "n'ayant pas donné de ses nouvelles depuis son départ de son gouvernement". Dans l'acte de baptême de Geneviève Marie, il est mentionné l'existence d'un frère, Nicolas Antoine, et d'une sœur, Marie Sophie, ses parrain et marraine.
En 1783, il doit repartir pour les îles Saint Pierre et Miquelon dont il devient capitaine commandant le 28 août 1784, puis major.
Il revient en Bourgogne de juillet 1787 jusqu'au printemps 1790 pour y soutenir un procès, puis retourne à son poste où il se comporte en farouche contre-révolutionnaire.

### Commandant de Saint-Pierre-et-Miquelon
Le 16 juin 1785, il est nommé commandant de Saint-Pierre-et-Miquelon, colonie appartenant officiellement à la France depuis le traité de Paris de 1763, en remplacement de Charles Gabriel Sivert, baron de l'Espérance. Il conservera ce poste jusqu'au 14 mai 1793.
Le 14 novembre 1785, dans un mémoire sur les Iles Saint-Pierre-et-Miquelon, adressé au ministre de la Marine, il souligne l'intérêt de la pêche à la morue pour la France. Le 27 mars 1788, il quitte Saint-Pierre-et-Miquelon pour la France pour congés, il est remplacé par Julien Gausse du Mesnil-Ambert qui s'occupe de l'intérim. 
Le 15 octobre 1790, Dandane-Danseville rentre à Saint-Pierre-et-Miquelon, et reprend ses fonctions de commandant. Au début de l'année 1792, il doit faire face à des troubles liés aux idées révolutionnaires nées en métropole. Le 13 janvier 1792, avec l'Assemblée Générale des Communes de Saint-Pierre-et-Miquelon qu'il préside, il fait interdire « toute mascarade et déguisements quelconques » afin de limiter ces troubles. 
Le 15 mai 1792, il fait appliquer sur l'île un décret de l'Assemblée nationale autorisant les habitants à exprimer librement leurs « vœux sur les lois locales et de police qui sont les plus convenables au bien-être et au maintien de la paix publique ».  Le 25 novembre de la même année, les habitants de la colonie envoient au ministre de la Marine une adresse pour le maintien du commandant Danseville qui le qualifie de « juste, honnête, conciliant, compatissant »
Le 14 mai 1793, une escadre anglaise s'empare de Saint-Pierre-et-Miquelon, sans combat. Le 20 juin 1793, les Anglais expédient Danseville, sa garnison composée de 4 officiers et de 42 soldats, ainsi que 607 habitants à Halifax, Nouvelle-Écosse. Il demanda alors l'asile politique. En échange, il fait bénéficier l'Angleterre de son expérience concernant la pêche à Terre Neuve. Il revient en France en 1815.

## Sources
- Émile Vaillancourt & Archange Godbout, La conquête du Canada par les Normands: biographie de la première génération normande du Canada, G. Ducharme, 1930, p. 80
- Les Cahiers des Dix, no 18 à 19, p. 99
- A. Roy, Bulletin des recherches historiques, Vols 31 à 32, Québec (Province) Archives, Société des études historiques, Québec, 1925
- Daniel-Paul Lobreau, Chers Frères et Bons Cousins, Lodi, 1981